# Takurō Kikuoka
Takurō Kikuoka (japanisch 菊岡 拓朗 Kikuoka Takurō; * 30. Juni 1985 in der Präfektur Shizuoka) ist ein japanischer Fußballspieler.

## Karriere
Takurō Kikuoka erlernte das Fußballspielen in der Universitätsmannschaft der Hōsei-Universität. Seinen ersten Vertrag unterschrieb er 2008 bei Mito HollyHock. Der Verein spielte in der zweithöchsten Liga des Landes, der J2 League. Für den Verein absolvierte er 68 Ligaspiele. 2010 wechselte er zum Ligakonkurrenten Tokyo Verdy. Für den Verein absolvierte er 69 Ligaspiele. 2012 wechselte er zum Ligakonkurrenten Tochigi SC. Für den Verein absolvierte er 74 Ligaspiele. 201 wechselte er zum Ligakonkurrenten Consadole Sapporo. Für den Verein absolvierte er 30 Ligaspiele. 2016 wechselte er zum Drittligisten SC Sagamihara. Für den Verein absolvierte er 75 Ligaspiele. 2019 nahm ihn der Viertligist ReinMeer Aomori FC aus Aomori unter Vertrag. Für ReinMeer bestritt er 61 Ligaspiele. Im Januar 2022 wechselte er zum unterklassigen Shibuya City FC.